# بخش پارانا
بخش پارانا (به اسپانیایی: Departamento Paraná) یک منطقهٔ مسکونی در آرژانتین است که در استان انتره ریوس واقع شده‌است.